# Muggenspuiters
Muggenspuiters is een spotnaam voor de inwoners van een aantal plaatsen en streken in Nederland. Deze naam wordt onder andere gebruikt om de inwoners van Meppel, Dalfsen, Haarlem, Kattendijke, IJsselstein en Woerden aan te duiden.
In alle gevallen draait het om een verhaal waarbij de bewoners dachten dat de kerktoren in brand stond. Nadat de brandweer was gearriveerd om het vuur te blussen, bleek het te gaan om zwermen muggen. Omstanders die uit andere plaatsen afkomstig waren, gaven de inwoners vervolgens de spottende naam muggenspuiters. Een andere mogelijkheid is dat het woord verband houdt met 'muggenspuier': een kleinzielig persoon ('mug') die zich druk maakt ('spuien') over zaken die eigenlijk niet van belang zijn.
In de stad Meppel kan de bijnaam muggenspuiter samenhangen met de bijnaam Meppeler mug. Omdat daarvan de oorsprong niet meer bekend was, zou vervolgens het verhaal van de muggenspuiter zijn gebruikt om de bijnaam te verklaren. In 1874 was de bijnaam muggenspuiter de oorzaak van een vechtpartij tussen Kampenaren en beledigde Meppelers.

## Varianten
Varianten op de zwermen muggen zijn de zon en de maan. Zo dragen de inwoners van de Belgische stad Mechelen de bijnaam maneblussers. Het verhaal gaat dat de inwoners in 1687 de toren probeerden te blussen nadat iemand de maan had aangezien voor vuur.
Ook in de rest van West- en Midden-Europa, Noord-Afrika en de Verenigde Staten komt het verhaaltype voor waarbij domme inwoners een niet-bestaande brand blussen.